# Sumoll
Die rote Rebsorte Sumoll  stammt aus Spanien. Sumoll ist einer der vielen direkten Nachkommen der alten Rebsorte  Hebén; der zweite Elternteil ist bislang unbekannt. Im Jahre 2016 wurden insgesamt 16 Hektar Rebfläche mit stark fallender Tendenz erhoben. Vor der Reblauskrise war die Sorte noch weit verbreitet. Seit einigen Jahren (Stand 2022) besinnen sich einige Winzer der Qualitäten der Sorte und bestocken kleinere Parzellen wieder mit Sumoll. Der Name der Sorte leitet sich vom lateinischen submolliare ab.
Die Rebsorte ist auf dem spanischen Festland in den Herkunftsbezeichnungen Catalunya, Pla de Bages, Tarragona zugelassen. Auf den Kanarischen Inseln kann sie Bestandteil der Weine von Abona, Tacoronte-Acentejo, Valle de Güímar, Valle de la Orotava und Ycoden-Daute-Isora sein. Schriftlich wurde Sumoll erstmals 1797 durch Josep Albert Navarro-Mas i Marquet in seinem Werk Memoria sobre la viña erwähnt. Unter dem Namen Vijariego Negro wurde sie 1807 erstmals von Simón de Rojas Clemente y Rubio in seinem Werk Variedades de la vid común que vegetan en Andalucía beschrieben.
Es besteht weder eine genetische Verwandtschaft zur Rebsorte Sumoll Blanc noch zur Sorte Vijariego Blanco.
Sie erbringt hellrote, nicht zu alkoholreiche, filigrane Rotweine mit erfrischender Säure und an rote Früchte erinnernde Aromen. Durch die Säure eignet sich die Sorte auch für den Einsatz in Schaumweinen.
In Australien entstanden die Neuzüchtungen Cienna, Vermillion, Rubienne und Tyrian auf Basis einer Kreuzung von Sumoll mit Cabernet Sauvignon.

## Ampelographische Sortenmerkmale
- Die Triebspitze ist offen. Sie ist wollig behaart, mit karminrotem Anflug. Die gelbgrünen Jungblätter sind anfangs spinnwebig bedeckt.
- Die mittelgroßen grünen Blätter sind fünflappig und wenig gebuchtet. Die Stielbucht ist lyren-förmig offen. Das Blatt ist rechtwinklig gezähnt. Die Zähne sind im Vergleich der Rebsorten eng gesetzt. Die Blattoberfläche fühlt sich weich an.
- Die großen Trauben sind zylindrisch und lockerbeerig aufgebaut. Eine Traube kann bis zu 1 kg schwer werden. Die mittelgroßen Beeren in Form eines Ellipsoids sind von blau-schwarzer Farbe.

Die spätreifende, ertragsstarke Rebe ist aufgrund des frühen Austriebs gegen späten Frost im Frühjahr empfindlich.

## Synonyme
Rabo de Ovella, Saumoll, Sumio, Sumoi, Sumoll negro, Sumoll tinto,  Sunier,  Verijariego negra, Vijariego negra,  Vijariego Negro, Vijariego Tinto, Vijiriega Negra, Vijiriego Negro